# Obús autopropulsado M52
El obús autopropulsado M52 fue un obús autopropulsado de 105 mm desarrollado por los Estados Unidos que entró en servicio en la década de 1950. Su desarrollo se extendió más de lo previsto, no pudiendo entrar en servicio hasta después del armisticio de la guerra de Corea. Permaneció en servicio con el Ejército de EE. UU. hasta que fue reemplazado en la década de 1960 por el obús autopropulsado M108, equipado con una torreta que podía apuntar en todas las direcciones y elevar el tubo hasta los 75°.

## Desarrollo y producción
El diseño del M52, iniciado en 1948, estaba basado en la barcaza del carro de combate ligero M41, pero como en el M44 la posición del motor, la transmisión y las ruedas propulsoras era la contraria que en el M41, estando en la parte delantera de la barcaza para así liberar el espacio en la parte posterior para la tripulación y la pieza. El nuevo modelo proporcionaba mejor protección que los modelos que reemplazó, el M7 Priest  y el M37, por contar con una cámara cerrada.
Cinco de los individuos del equipo de la pieza se alojaban en la cámara posterior de la pieza, incluyendo el comandante de la pieza y el conductor, y otros tres se tenían que desplazar en un vehículo de acompañamiento. El vehículo estaba equipado con una ametralladora M2HB de 12.7 mm para su autodefensa. Podía transportar 102 proyectiles de 105 mm y 900 de 12.7 mm.

## Servicio
El M52 fue reemplazado en el Ejército de EE. UU. por el M108. El M108 tenía la ventaja de ser aerotransportables, tener mejor movilidad y motores diésel en vez de gasolina, haciéndolos más seguros y mejorando su autonomía. El M52 fue suministrado a países aliados, incluyendo Alemania, Corea del Sur, España, Grecia, Japón, Jordania y Turquía. España recibió en 1967 seis obuses M52 para equipar una compañía del Batallón de Armas Pesadas de Desembarco de la Infantería de Marina, que en 1969 pasaría a formar parte del entonces creado Tercio de Armada. Permaneció en servicio hasta la década de 1980, cuando fue reemplazado por el M109.

## Variantes

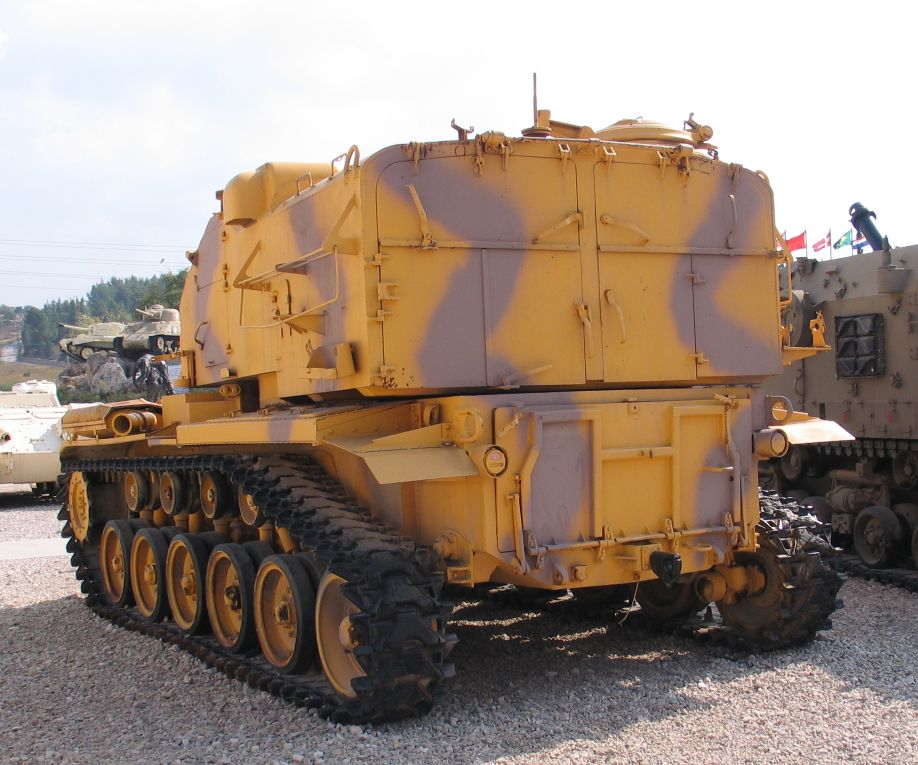
Vista posterior de un M52 jordano capturado por Israel y exhibido en el museo de Yad la-Shiryon en Latrun.

M52
Versión original con el motor AOSI-895-3 y una velocidad máxima de 56.3 km/h.
M52A1
Versión con un motor de inyección de combustible AOSI-895-5 y una velocidad máxima de 67.6 km/h.
M52T
Versión turca con el cañón de 155/39 mm utilizado por el M109A3 alemán y un motor MTU diésel.
- Inicio de la producción: 1995
- Cantidad: 362[10]
- Peso: 29.5 t
- Armamento secundario: ametralladora de 7.62 mm
- Ángulo vertical: de -5° a 65°
- Alcance máximo: 24 km (convencional), 30 km (asistido por cohete)
- Motor: MTU diésel de 450 hp
- Velocidad máxima: 70 km/h
- Autonomía: 500 km